# Kiko Japonská
Kiko, korunní princezna Akišino (皇嗣文仁親王妃紀子, Kóši Fumihito Šinnóhi Kiko) (rozená Kiko Kawašima (川嶋紀子, Kawašima Kiko); * 11. září 1966, Suruga-ku) je manželka korunního prince Fumihita Japonského. Její manžel je mladším bratrem a domnělým dědicem císaře Naruhita a druhým synem emeritního císaře Akihita a emeritní císařovny Mičiko.
Kiko získala doktorát z humanitních věd na Očanomizské univerzitě. V roce 1990 se provdala za Fumihita. Pár má tři děti: Mako, Kako a Hisahita. Před jmenováním Fumihita a Kiko korunním princem a princeznou, někteří politici zastávali příznivý názor na zrušení agnatické primogenitury vnucené Spojenci. Jakmile se však Kiko a Fumihitovi v září 2006 narodil syn Hisahito, stal se dalším v linii následnictví po svém otci. Hisahitova sestřenice a jediné dítě císaře Naruhita, princezna Aiko, zůstává v současnosti právně nezpůsobilou zdědit trůn. Debata o možnosti nechat v budoucnu vládnout císařovny pokračuje.
Kiko a Fumihito se jako aktivní pracující členové císařské rodiny účastní summitů i celosvětových akcí. Pár zvláště reprezentoval japonský císařský rod na ceremoniích, kterých se účastnily hlavy států a VIP osoby v zahraničí. Kiko je císařskou patronkou převážně lékařských, vědeckých a dětských organizací.

## Život
Kiko se narodila ve Všeobecné nemocnici Šizuoka Saiseikai v Suruga-ku v Šizuoce v Japonsku. Je nejstarší dcerou Tacuhika Kawašimy (1940–2021) a jeho manželky Kazujo Sugimoto (* 1942). V roce 1967 se rodina přestěhovala do Filadelfie, kde její otec navštěvoval Pensylvánskou univerzitu. V roce 1971 získal doktorát v oboru regionální vědy a později zde i učil.
Když se její otec stal hlavním výzkumným pracovníkem Mezinárodního institutu pro analýzu aplikovaných systémů (IIASA) v rakouském Laxenburgu, kde studoval prostorovou vědu a aktivity eLISA, Kiko začala navštěvovat základní, a později i střední školu ve Vídni v Rakousku. Princezna tedy plynně hovoří anglicky i německy. V roce 1972 se přestěhovali zpět do Japonska, kde její otec učil ekonomii na univerzitě Gakušúin v Tokiu. Se svými rodiči a mladším bratrem žila v malém bytě v kampusu univerzity. V roce 1989 promovala na univerzitě Gakušúin s bakalářským titulem v oboru psychologie a v roce 1995 získala magisterský titul v oboru sociální psychologie na Graduate School of Gakushuin University. V roce 1995 získala titul Ph.D. v humanitních oborech na Očanomizské univerzitě.
V roce 1987 se podílela na programu Loď pro jihovýchodní Asii a japonskou mládež (SSEAYP) a nadále tento program podporuje.

## Manželství
Princ Fumihito jí poprvé požádal o ruku 26. června 1986, zatímco oba byli ještě studenty na univerzitě Gakushuin. O tři roky později, dne 12. září 1989, Rada císařské domácnosti oznámila zasnoubení a dne 12. ledna 1990 se konala slavnostní ceremonie. Dokud neskončilo oficiální roční období smutku pro Fumihitova dědečka, císaře Hirohita, který zemřel v lednu 1989, nebylo stanoveno datum svatby.
Svatba se konala ve svatyni v Tokijském císařském paláci 29. června 1990. Rada císařské domácnosti předtím udělila princi povolení ke zřízení nové větve císařské rodiny a císař mu v den svatby udělil titul Akišino-ne-miya (princ Akišino). Po svatbě se jeho nevěsta stala Její císařskou výsostí, princeznou Akišino, neformálně známou jako princezna Kiko. Jak diktuje tradice, při svém vstupu do císařské rodiny stejně jako ostatní členové získala osobní znak (o-shirushi (お 印)): kosatec chlupatý (hiougi-ayame (檜 扇 菖蒲)).
Zásnuby a sňatek prince Akišina s Kiko Kawašimou zlomil precedens v několika ohledech. V té době byl ženich ještě postgraduálním studentem na univerzitě Gakušúin a měl se oženit před svým starším bratrem, tehdejším korunním princem Naruhitem. Úředníci z Rady císařské domácnosti byli proti uzavření manželství, stejně jako babička prince Akišino z otcovy strany, císařovna vdova Nagako. Jako druhá žena ze středostavovského a akademického prostředí, která se po své tchyni císařovně Mičiko provdala za člena císařské rodiny, dostala od médií přezdívku „princezna z bytu“. Ačkoli se císařovna Mičiko také narodila jako obyčejná žena, pocházela z velmi bohaté rodiny; její otec byl prezidentem velké společnosti.
Princezna opakovaně řekla, že pokud to okolnosti dovolí, chce dokončit magisterské studium. Postgraduální studium psychologie ukončila mezi svými úředními povinnostmi a v roce 1995 získala magisterský titul z psychologie. Je známá zájmem o kulturu neslyšících a neslyšící v Japonsku. Naučila se japonský znakový jazyk a je zručnou tlumočnicí. Každý prosinec navštěvuje „Soutěž ve znakové řeči pro studenty středních škol“, která se koná každý srpen. V říjnu 2008 se zúčastnila „38. národní konference neslyšících žen.“ Znakuje také na neformálních setkáních neslyšících.
V březnu 2013 získala Kiko titul Ph.D. v oboru psychologie na Postgraduální škole humanitních a přírodních věd na Očanomizské univerzitě za disertační práci s názvem „Znalosti, vnímání, víra a chování související s tuberkulózou: Studie založená na dotazníkových průzkumech s účastníky semináře Národní federace komunitních ženských organizací pro kontrolu tuberkulózy a vysokoškolačkami."

### Děti

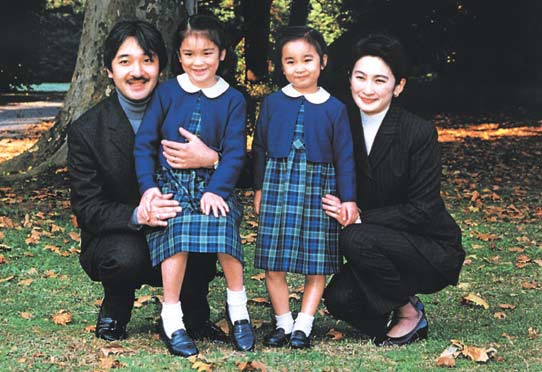
Fumihito a Kiko se svými dvěma dcerami

Od roku 1997 princ Akišino, princezna Kiko a jejich děti bydlí v areálu paláce Akasaka v Motoakasace v Minatu v Tokiu. Pár má tři děti (dvě dcery a jednoho syna):
- Mako Komuro (小室 眞子, Komuro Mako, narozená 23. října 1991 v nemocnici Imperial Household Agency Hospital v Kókjo); dříve princezna Mako (眞子内親王, Mako Naišinnó); po svém občanském sňatku s právníkem Keiem Komurem 26. října 2021 se Mako vzdala svého císařského titulu a opustila císařskou rodinu, jak to vyžaduje zákon o císařské domácnosti z roku 1947.

- Princezna Kako z Akišina (佳 子 内 親王 Kako Naishinnō, narozená 29. prosince 1994 v nemocnici Imperial Household Agency Hospital v Kókjo)
- Princ Hisahito z Akišina (悠 仁 親王 Hisahito Shinnō, narozen 6. září 2006 v nemocnici Aiiku v Tokiu); další v linii následnictví chryzantémového trůnu po svém otci[7]

## Oficiální povinnosti
Princ a princezna se setkávají s důležitými zámořskými návštěvníky, aby zlepšili diplomatické vztahy. Princezna byla vybrána v hlasování mezi 4 000 kandidáty jako jedna z mladých globálních lídrů pro rok 2007.
Princ a princezna uskutečnili řadu oficiálních návštěv v zahraničí. V červnu 2002 se stali prvními členy císařské rodiny, kteří navštívili Mongolsko na oslavu 30. výročí diplomatických vztahů. V říjnu 2002 navštívili Nizozemsko, aby se zúčastnili pohřbu nizozemského prince Clause. V září 2003 princ a princezna uskutečnili návštěvy na Fidži, Tonze a Samoi, což bylo vůbec poprvé, kdy členové císařské rodiny tyto země navštívili. V březnu 2004 se princ a princezna vrátili do Nizozemska na pohřeb nizozemské královny Juliany. V lednu 2005 navštívili Lucembursko, aby se zúčastnili pohřbu velkovévodkyně Josefíny Šarloty. V říjnu a listopadu 2006 navštívili Paraguay, aby si připomněli 70. výročí emigrace Japonců do této země. V lednu 2008 navštívili Indonésii k příležitosti slavnosti 50. výročí navázání diplomatických vztahů mezi Japonskem a Indonéskou republikou.

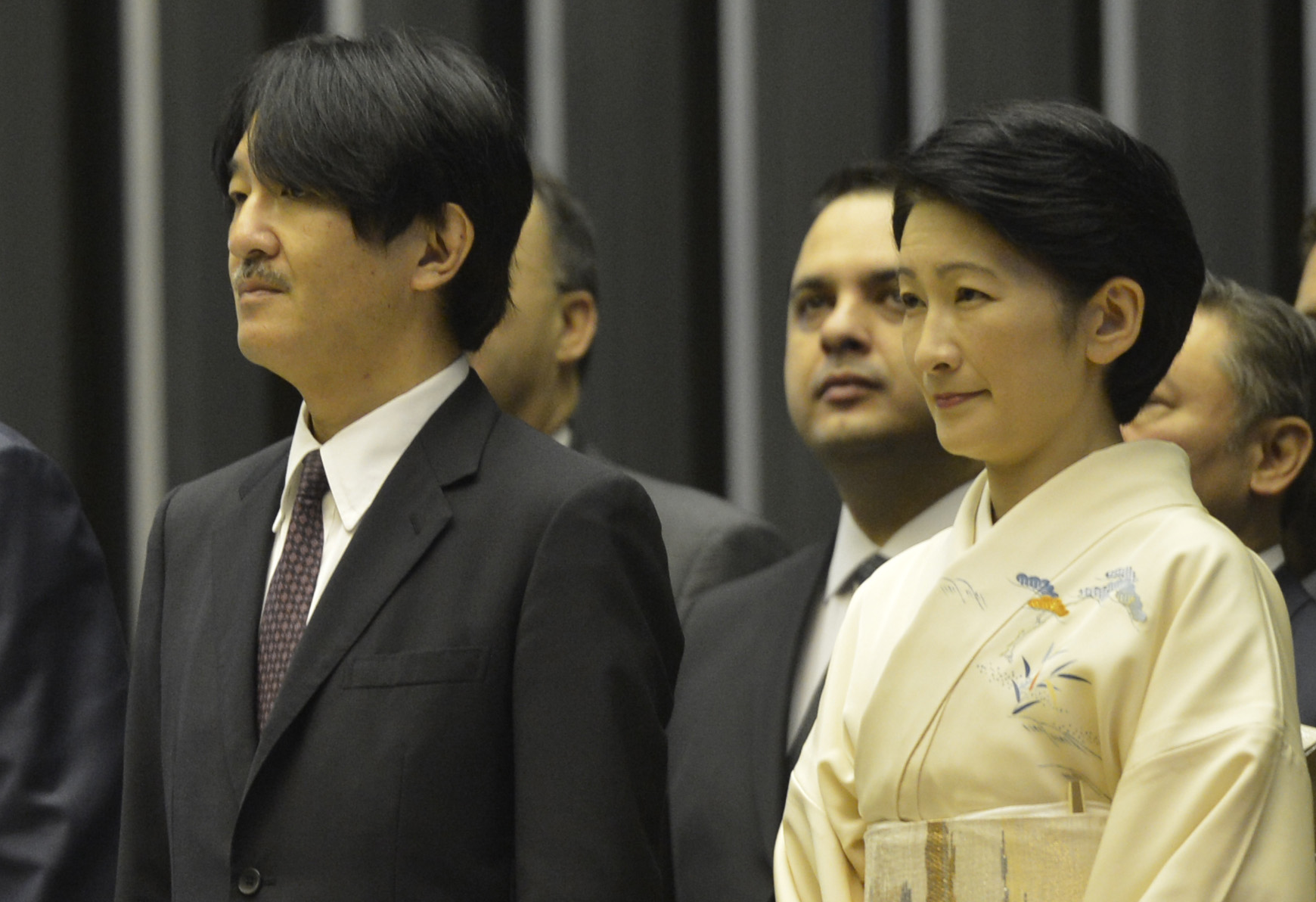
Princ Fumihito a princezna Kiko pozorují brazilský Národní kongres, 2015

U příležitosti „Roku přátelství mezi Japonskem a Dunajem 2009“ v květnu 2009 navštívili Rakousko, Bulharsko, Maďarsko a Rumunsko. V srpnu 2009 ke vzpomínkové události 400. výročí obchodních vztahů mezi Japonskem a Nizozemskem navštívili Nizozemsko. Navštívili také Kostariku, Ugandu, Chorvatsko, Slovensko, Slovinsko, Peru a Argentinu. V červnu a červenci 2014 navštívili princ Fumihito a princezna Kiko Zambii a Tanzanii.

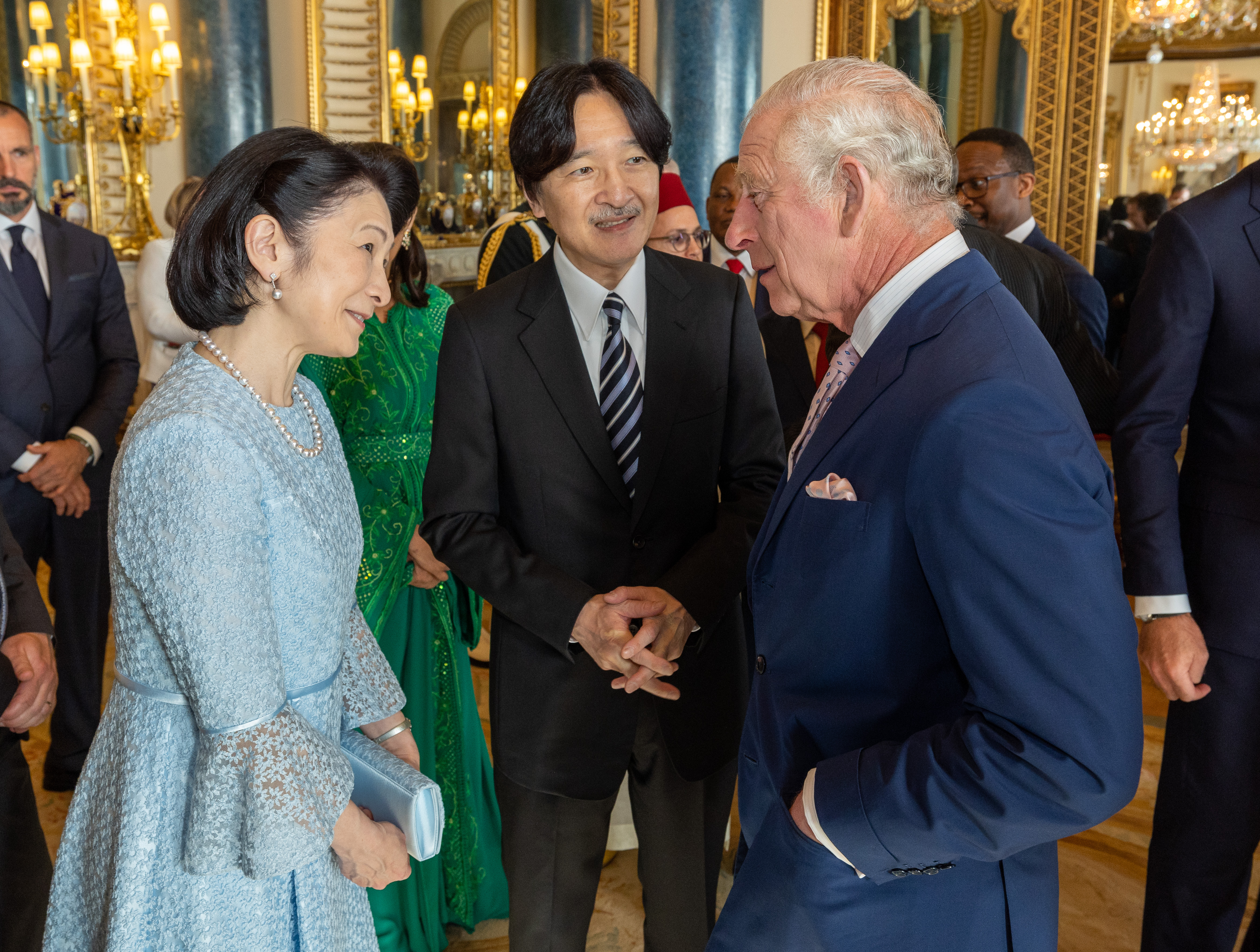
Korunní princ a princezna s králem Karlem III. v Buckinghamském paláci v roce 2023

V červnu až červenci 2019 uskutečnil pár první oficiální zámořskou návštěvu císařské rodiny po korunovaci císaře Naruhita. Navštívili Polsko a Finsko, aby se zúčastnili oslav 100. výročí navázání diplomatických vztahů mezi Japonskem a oběma zeměmi. V srpnu 2019 přijeli manželé a jejich syn, Hisahito, na návštěvu Bhútánu. V roce 2023 byli hosty na korunovaci krále Karla III. Britského a královny Camilly Britské.

## Zdraví
Během těhotenství se svým třetím dítětem byla Kiko diagnostikována s vcestným lůžkem. „Princezna také trpí syndromem karpálního tunelu, který se zhoršuje kojením dětí, což je symptom běžný u žen středního věku“ uvedl její lékař 14. prosince 2007.
Koncem roku 2023 bylo oznámeno, že Kiko trpěla gastrointestinálním onemocněním, které jí bránilo jíst „normální jídla“, ačkoli endoskopie provedená v lednu 2024 nezjistila žádné abnormality.

## Tituly, oslovení a vyznamenání

Znak větve císařské rodiny Akišino

### Tituly a oslovení
- 11. září 1966 – 29. června 1990: slečna Kawašima Kiko
- 29. června 1990 – současnost: Její císařská výsost princezna Akišino
- 8. listopadu – současnost: Její císařská výsost Korunní princezna Japonska

### Vyznamenání

#### Národní vyznamenání
- Japonsko
  -  Velkostuha (Paulownia) Řádu drahocenné koruny
  -  Dáma vyznamenání Červeného kříže[29]
  -  Příjemkyně medaile Červeného kříže[30]

#### Zahraniční vyznamenání
- Belgie
  -  Velkokříž Řádu koruny[31][32]
- Nizozemsko
  -  Velkokříž Řádu koruny[33]
- Peru
  -  Velkokříž Řádu slunce[34]
- Španělsko
  -  Rytířský velkokříž Řádu Isabely Katolické[35][36]

### Čestné pozice
- Náhrádní členka Rady císařského rodu[37]
- Patronka Japonské asociace proti tuberkulóze[37]
- Předsedkyně Císařské nadace Boshi-Aiiku-kai[37]
- Čestná patronka Společnosti pro ochranu kulturního dědictví císařského kláštera Daišoji[37]
- Čestná viceprezidentka Japonské společnosti Červeného kříže[37]
- Čestná vědecká pracovnice Japonské společnosti pro podporu vědy[37]
- Čestná vědecká pracovnice Institutu pro vzdělávání a lidský rozvoj Očanomizské univerzity[37]